# Urophora caurina
Urophora caurina är en tvåvingeart som först beskrevs av Doane 1899.  Urophora caurina ingår i släktet Urophora och familjen borrflugor. Inga underarter finns listade i Catalogue of Life.